# Neel Kashkari

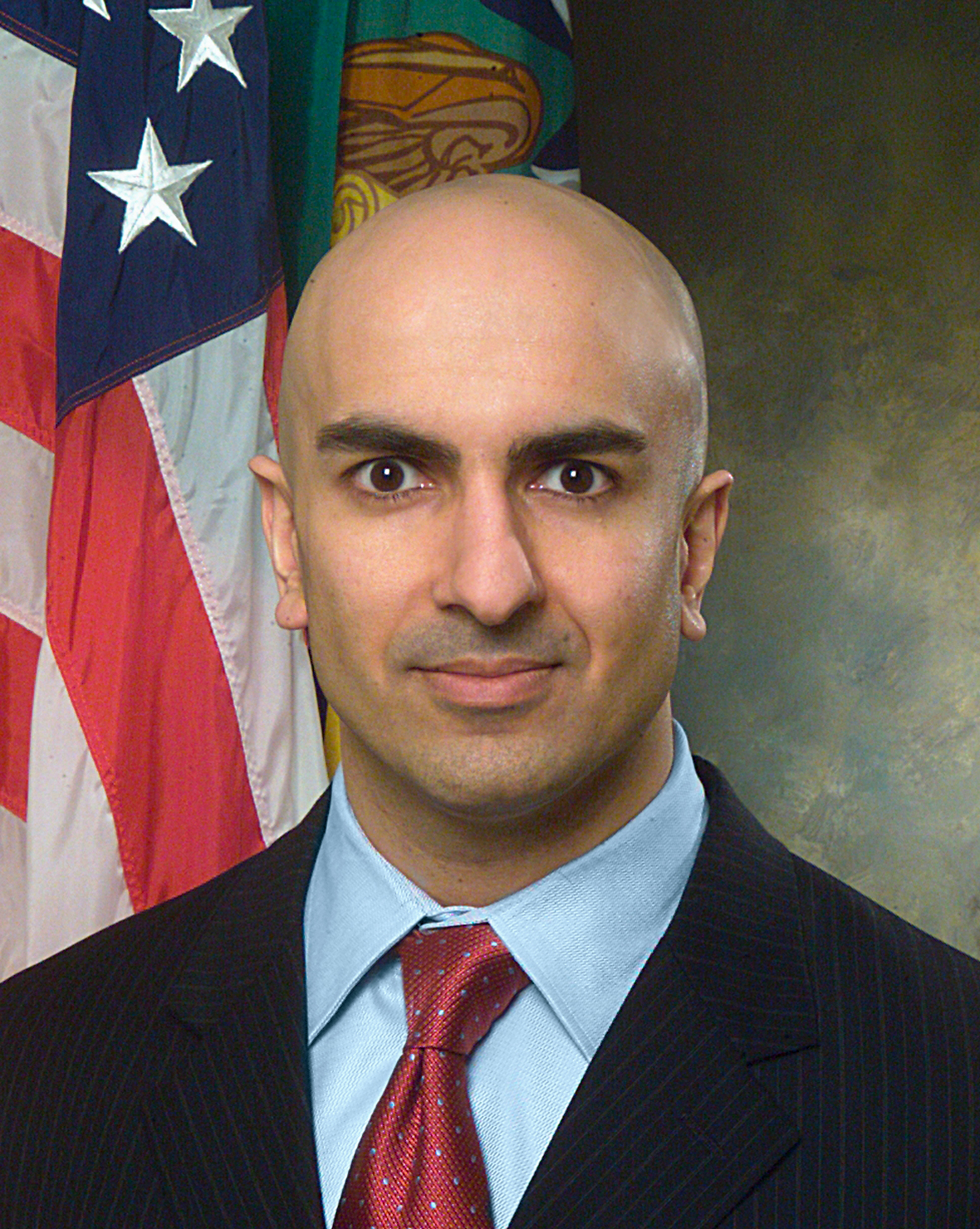
Neel Kashkari

Neel Kashkari (* 30. Juli 1973 in Stow, Ohio) ist ein US-amerikanischer Politiker der Republikanischen Partei. Er war von 2006 bis 2009 Abteilungsleiter (Assistant Secretary of the Treasury) im US-Finanzministerium und wurde am 6. Oktober 2008 zum Interims-Verwalter des 700-Milliarden-Dollar-Rettungsfonds für die US-amerikanischen Banken ernannt. Von Dezember 2009 bis Januar 2013 war er für die Investmentgesellschaft PIMCO tätig. Bei den Gouverneurswahlen 2014 war Kashkari Kandidat seiner Partei für das Amt des Gouverneurs von Kalifornien. Seit 2016 leitet er eine der Notenbanken im Federal Reserve System.

## Leben

### Frühe Jahre
Die Eltern von Neel Kashkari, Chaman und Sheila Kashkari, stammten ursprünglich aus Kaschmir und verließen Indien, um in die Vereinigten Staaten auszuwandern.
Kashkari besuchte die Stow-Munroe Falls School und die Western Reserve Academy in Hudson, Ohio. Nach seinem Schulabschluss 1991 studierte er an der University of Illinois at Urbana-Champaign, wo er nach seinem Bachelor auch seinen Master in Ingenieurwissenschaften machte.

### Arbeit bei TRW
Nach seinem Ingenieursstudium begann Kashkari seine Arbeit beim Raumfahrtskonzern TRW, heute Northrop Grumman Space Development, wo er an NASA-Projekten wie dem James Webb Space Telescope oder der Space Interferometer Mission beteiligt war. Im Juni 2000 verließ er die Firma, um das MBA-Programm der Wharton School zu absolvieren.

### Arbeit bei Goldman, Sachs & Co
Mit seinem neuen Abschluss begann Kashkari bei der Investmentbank Goldman, Sachs & Co, wo er Firmen aus dem Silicon Valley betreute. Im Juli 2006 wurde er Staatssekretär unter Finanzminister Henry Paulson, welchen er bereits aus seinen Zeiten bei Goldman kannte.

### Kandidatur als Gouverneur von Kalifornien 2014

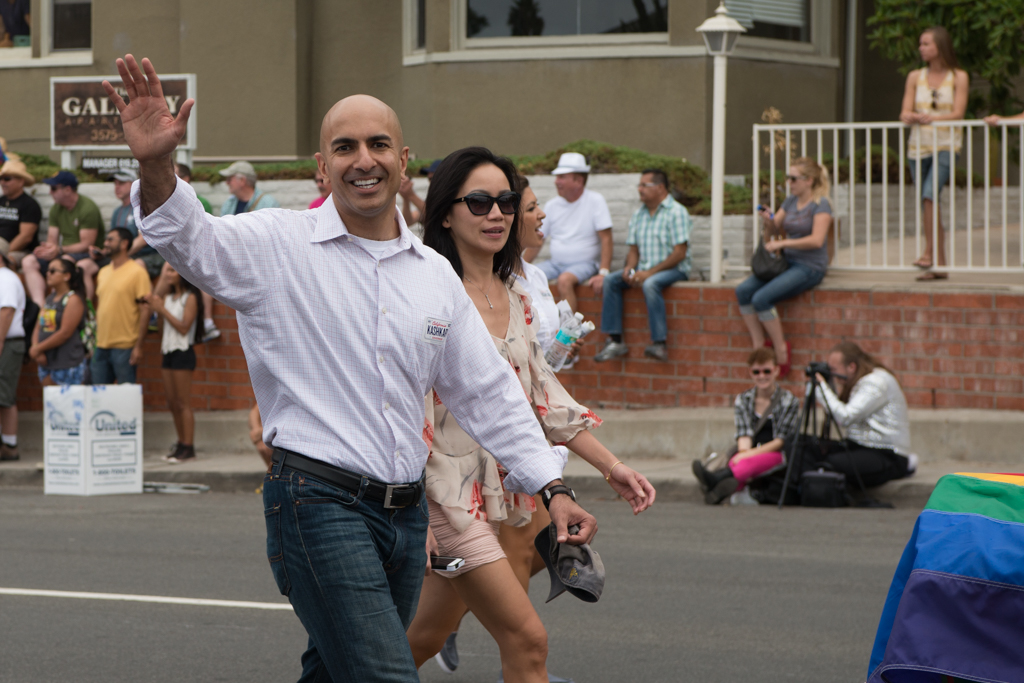
Kashkari im Wahlkampf, Juli 2014

Am 21. Januar 2014 erklärte seine Absicht, als Gouverneur von Kalifornien zu kandidieren. Bei den Vorwahlen am 3. Juni konnte er sich gegen den Abgeordneten aus der California State Assembly Tim Donnelly durchsetzen. Nach dem neuen kalifornischen Wahlrecht werden keine parteiinternen Vorwahlen mehr abgehalten, sondern im Rahmen einer einzigen Vorwahl über alle Kandidaten abgestimmt, unabhängig von Parteizugehörigkeit. In der eigentlichen Wahl treten dann die beiden erfolgreichsten Kandidaten der Vorwahl gegeneinander an. Kashkari sicherte sich mit 19 Prozent aller Stimmen den zweiten Platz und schlug damit Donnelly, seinen schärfsten Rivalen bei den Republikanern, um rund fünf Prozentpunkte. Kashkari wird anders als Donnelly nicht von der Tea-Party-Bewegung unterstützt, sondern gilt eher als gemäßigter Vertreter seiner Partei. Bei der Gouverneurswahl am 4. November 2014 unterlag er mit einem Stimmenanteil von genau 40 Prozent dem demokratischen Amtsinhaber Jerry Brown, der mit 60 Prozent der Stimmen bestätigt wurde. Brown lag bereits bei den Vorwahlen mit knapp 55 Prozent deutlich in Führung.

### Präsident Federal Reserve Bank Minneapolis
Seit dem 1. Januar 2016 ist Neel Kashkari Präsident der Federal Reserve Bank Minneapolis. Er übernahm das Amt vom bisherigen Gouverneur Narayana Kocherlakota.